# Anga (tengwar)
Anga es la sexta letra del sistema de escritura que inventó J. R. R. Tolkien en sus obras como El Señor de los Anillos conocido como Tengwar.
Tiene su tallo(telco) alzado y dos arcos (lúva)(abierto al revés)
En el Alfabeto Fonético Internacional es la Africada alveolar sonora, que en algunos dialectos como el español paraguayo  es "y", "j" en inglés
- Datos: Q30907035